# Коченга
Ко́ченга — река в Восточной Сибири, правый приток Илима.
Берёт начало на склонах Илимского хребта, в юго-восточной части Среднесибирского плоскогорья. Течёт по территории Усть-Удинского района Иркутской области, относится к бассейну Енисея. Длина реки — 121 км. Площадь водосборного бассейна — 3830 км². Впадает в Илим на высоте 317 м над уровнем моря. Среднегодовой расход воды — 28 м³/с.
Код водного объекта 16010300112116200013535.

## Притоки
Объекты перечислены по порядку от устья к истоку.
- 15 км: Большая Верея
- 22 км: Малая речка
- 31 км: Балаганный
- 32 км: Мангатейка
- 38 км: Большой Солонечный
- 43 км: Рассоха
- 54 км: Малая Жиганка
- 58 км: Большой Сохатый
- 68 км: Большая Жиганка
- 70 км: Кочеяк
- 76 км: Горева
- 78 км: Бордока
- 82 км: Малый Кочеяк
- 84 км: Галин
- 96 км: река без названия